# Metastenasellus dartevellei
Metastenasellus dartevellei är en kräftdjursart som först beskrevs av Claude Chappuis 1952.  Metastenasellus dartevellei ingår i släktet Metastenasellus och familjen Stenasellidae. Inga underarter finns listade i Catalogue of Life.